# Pintura de la escuela artística de Tarnovo

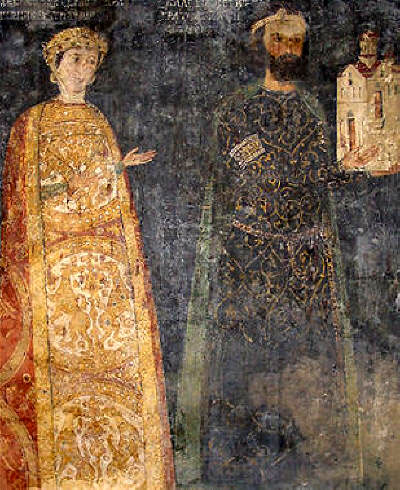
El ktitors de la Iglesia de Boyana el sebastocrátor Kaloyan y su esposa Desislava.

La pintura de la escuela artística de Tarnovo fue la corriente principal de las finas artes búlgaras entre los siglos XIII y XIV nombrado de la capital y el principal centro cultural del Segundo Imperio búlgaro, Tarnovo. Aunque ella fue influenciada por algunas tendencias del Renacimiento Paleólogo en el Imperio bizantino, la pintura de Tarnovo tenía sus propias características que lo hacen una escuela artística separada. Dependiendo de si se trataba de la decoración mural de las iglesias o la pintura de caballete que se podría dividir en dos tipos: la pintura mural y la iconografía. Algunos restos de los mosaicos fueron encontrados durante la excavación arqueológica que muestran que esta técnica se utilizó raramente en el Imperio búlgaro. Las obras de la escuela que tienen cierto grado de realismo, retratan el individualismo y la psicología.